# Ambrose Curtis
Pas d'image ? Cliquez ici

a Compétitions nationales et continentales officielles uniquement.

b Matchs officiels uniquement.
Dernière mise à jour le 10 juin 2023.
Ambrose Curtis, né le 17 avril 1992, est un joueur néo-zélandais de rugby à XV et de rugby à sept évoluant au poste d'ailier.

## Carrière
Ambrose Curtis commence sa carrière professionnelle avec l'équipe de Wellington, disputant la NPC, entre 2012 et 2014. En 2015, il quitte le club de la capitale et rejoint la province de Manawatu évoluant dans le même championnat.
Après un très bref passage chez les Wasps en 2018, il rejoint le RC Vannes en Pro D2 à partir de la saison 2018-2019. En Bretagne, il devient un joueur clef de l'effectif et est l'auteur de bonnes performances. 
À l'été 2022, il quitte la Bretagne après quatre saisons et s'engage avec le Stade montois, alors vice-champion de Pro D2. 
Il ne reste qu'une saison sous le maillot jaune et noir puisque le 24 avril 2023, le RC Narbonne annonce son recrutement pour deux saisons,. Malgré une saison réussie dans son nouveau club, Curtis décide de quitter celui-ci plutôt que prévu en juin 2024.

## Carrière en équipe nationale
Ambrose Curtis a porté le maillot de l'équipe de Nouvelle-Zélande des moins de 20 ans à l'occasion du Championnat du monde junior 2012. Il joue également avec les Māori de Nouvelle-Zélande en 2016 et 2017.
Entre 2013 et 2017, il joue également avec l'équipe de Nouvelle-Zélande de rugby à sept avec qui il remporte les World Rugby Sevens Series lors de l'édition 2013-2014 où il est élu révélation de la compétition.

## Palmarès

### En club
- Finaliste du National Provincial Championship en 2013 avec Wellington.
- Finaliste du championnat de France de Nationale en 2024 avec Narbonne.

### En sélection
- Finaliste du Championnat du monde junior en 2012 avec l'équipe de Nouvelle-Zélande des moins de 20 ans.
- Vainqueur des World Rugby Sevens Series en 2014 avec l'équipe de Nouvelle-Zélande de rugby à sept.

### Distinctions personnelles
- Meilleur espoir des World Rugby Sevens Series en 2014.